# 葛莉妲芃·漢昱廷
葛莉妲芃·漢昱廷 （羅馬化：Krittaporn Hanyothin，1993年11月22日—），小名Nan，為泰國女演員，前RS Group女藝人。

## 個人簡歷

### 早期生活
Nan於1993年11月22日出生於泰國曼谷。畢業於朱拉隆功大學美術與應用藝術學院主修泰國舞蹈。在學期間擁有第69屆朱拉隆功大學朱拉隆功大學和第69屆朱拉-法政傳統足球節啦啦隊隊長的殊榮，被譽為大學門面。

### 演藝經歷
2014年，Nan在泰國第8電視台電視劇《囚愛撒旦》中飾演Ploy一角出道。2020年與8台合約到期後，便未再出演戲劇。曾在泰國的明治藥廠任職（บริษัท ไทยเมจิฟาร์มาซิวติคัล จำกัด），目前於社群平台擔任KOL。

## 影視作品

### 電視劇
| 首播年份 | 戲名               | 戲名   | 播放平台 | 角色                             | 備註 |
| 首播年份 | 譯名               | 原文名 | 播放平台 | 角色                             | 備註 |
| 2014年   | 《囚愛撒旦》       |        | Thai Ch8 | Ploysai （Ploy）                 | 配角 |
| 2015年   | 《數字神父》       |        | Thai Ch8 | Kookai                           | 配角 |
| 2015年   | 《編外夫人2015》   |        | Thai Ch8 | Kamkaew                          | 配角 |
| 2015年   | 《花藏花》         |        | Thai Ch8 | Puchi                            | 客串 |
| 2016年   | 《阿修羅的愛咒》   |        | Thai Ch8 | Fahsai （Fah）                   | 配角 |
| 2016年   | 《愛之鎖怨》       |        | Thai Ch8 | Pan Wat （Poh）                  | 配角 |
| 2017年   | 《彩色砂》         |        | Thai Ch8 | Thipapa （Thi）                  | 配角 |
| 2019年   | 《浮華世家2019》   |        | Thai Ch8 | Ratirot Rattanadechakorn （Rai） | 配角 |
| 2019年   | 《花開花落不寂寞》 |        | Thai Ch8 | Pimpilai                         | 配角 |

## 外部連結
- 葛莉妲芃·漢昱廷的Instagram帳戶（泰文）